# Hastings-Est
Pour les articles homonymes, voir Hastings.
Circonscription électorale fédérale du Canada
Hastings-Est ((en) Hastings East) est une circonscription électorale fédérale de l'Ontario, représentée de 1867 à 1925.
C'est l'Acte de l'Amérique du Nord britannique de 1867 qui divise le comté d'Hastings en trois districts électoraux, soit Hastings-Est, Hastings-Ouest et Hastings-Nord. Abolie en 1924, la circonscription est redistribuée parmi Hastings-Sud et Hastings—Peterborough.

## Géographie
En 1867, la circonscription d'Hastings-Est comprenait:
- Les cantons de Thurlow, Tyendinaga et Hungerford (en)

En 1903, la circonscription gagne les cantons de Madoc, Elzevir (en) and Grimsthorpe (en), Tudor, Cashel (en), Limerick (en), Dunganan, Mayo (en), Monteagle (en) et Carlow (en), la ville de Deseronto et les villages de Madoc (en) et de Tweed (en), en raison de l'abolition d'Hastings-Nord.

## Députés
| Législature                                                          | Années    | Député                | Député                  | Parti        |
| -------------------------------------------------------------------- | --------- | --------------------- | ----------------------- | ------------ |
| Hastings-Est                                                         |           |                       |                         |              |
| 1re                                                                  | 1867–1871 |                       | Robert Read             | Conservateur |
| 1re                                                                  | 1871-1872 | John White            |                         | Conservateur |
| 2e                                                                   | 1872–1874 | John White            |                         | Conservateur |
| 3e                                                                   | 1874–1878 | John White            |                         | Conservateur |
| 4e                                                                   | 1878–1879 | John White            |                         | Conservateur |
| 4e                                                                   | 1879-1882 | John White            |                         | Conservateur |
| 5e                                                                   | 1882–1887 | John White            |                         | Conservateur |
| 6e                                                                   | 1887–1891 |                       | Samuel Barton Burdett   | Libéral      |
| 7e                                                                   | 1891–1892 |                       | Samuel Barton Burdett   | Libéral      |
| 7e                                                                   | 1892-1896 |                       | William Barton Northrup | Conservateur |
| 8e                                                                   | 1896–1900 |                       | Jeremiah M. Hurley      | Libéral      |
| 9e                                                                   | 1900–1904 |                       | William Barton Northrup | Conservateur |
| 10e                                                                  | 1904–1905 |                       | William Barton Northrup | Conservateur |
| 11e                                                                  | 1908–1911 |                       | William Barton Northrup | Conservateur |
| 12e                                                                  | 1911–1917 |                       | William Barton Northrup | Conservateur |
| 13e                                                                  | 1917–1921 | Thomas Henry Thompson | Unioniste               |              |
| 14e                                                                  | 1921–1925 | Thomas Henry Thompson | Conservateur            |              |
| Circonscription dissoute parmi Hastings-Sud et Hastings—Peterborough |           |                       |                         |              |